# 瑙霍爾茨巴赫河
50°54′29″N 8°10′00″E / 50.90792°N 8.16665°E

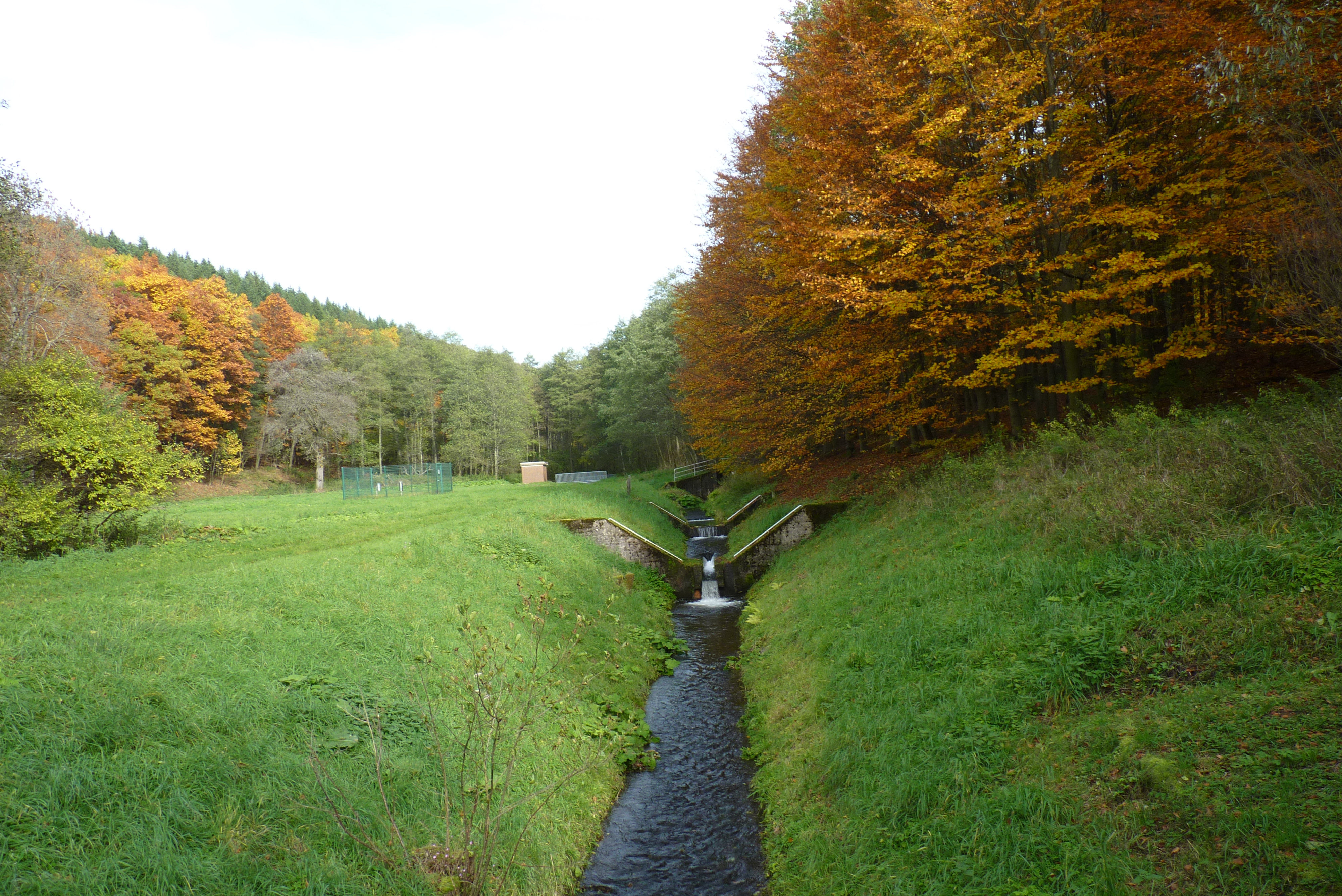
瑙霍爾茨巴赫河

瑙霍爾茨巴赫河（德語：Nauholzbach），是德國的河流，位於該國西部，處於北萊茵-威斯特法倫州，屬於奧伯瑙河的左支流，河道全長3.9公里，流域面積6平方公里。